# Émile-René Ménard
Émile-René Ménard (Parigi, 1862 – Parigi, 1930) è stato un pittore francese.
È stato un esponente del Simbolismo.

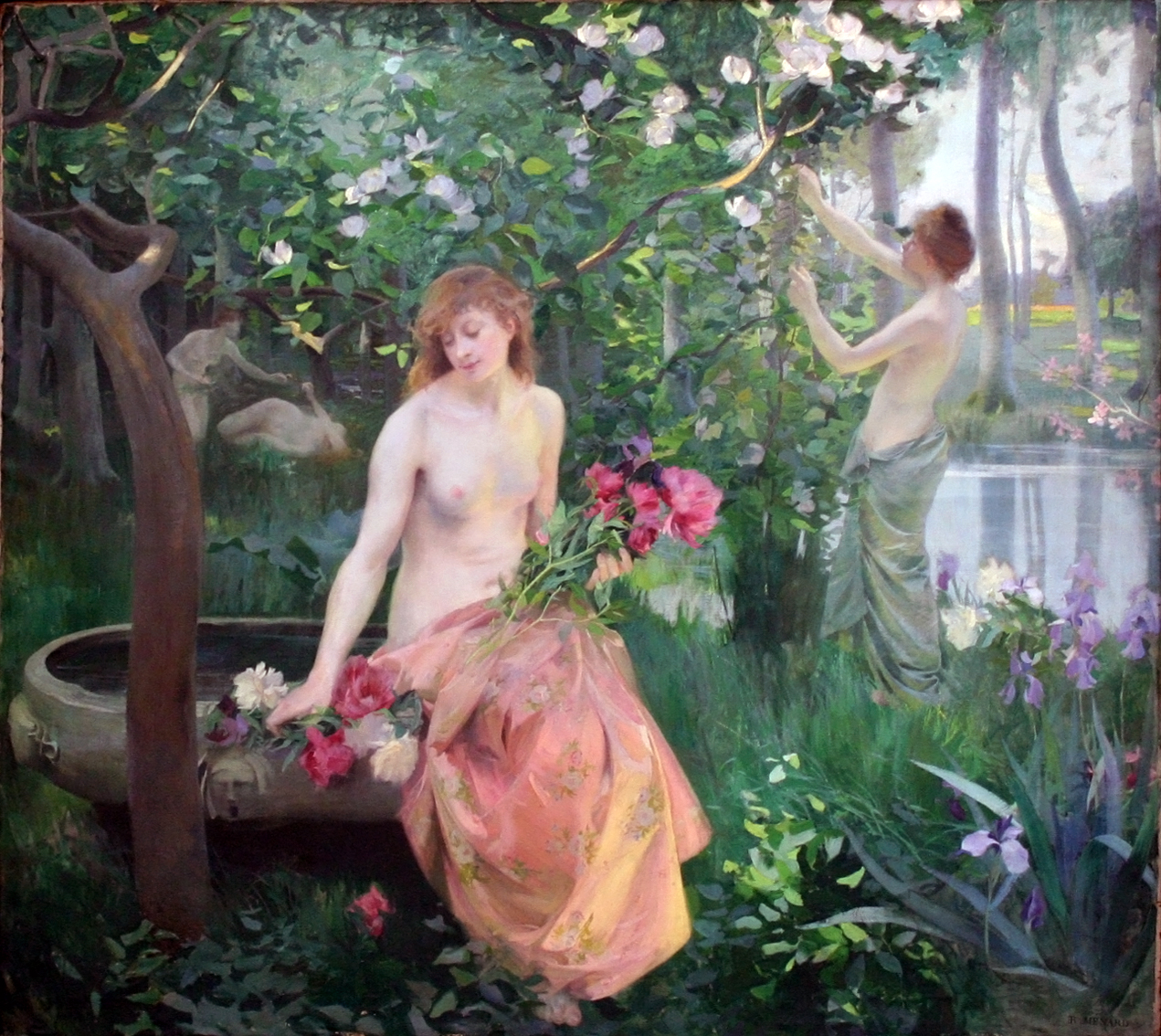
Primavera, Museo di Belle Arti di Gand

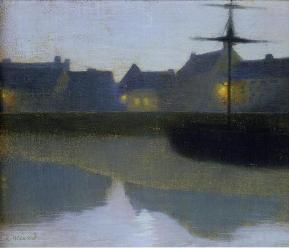
Crepuscolo sul canale

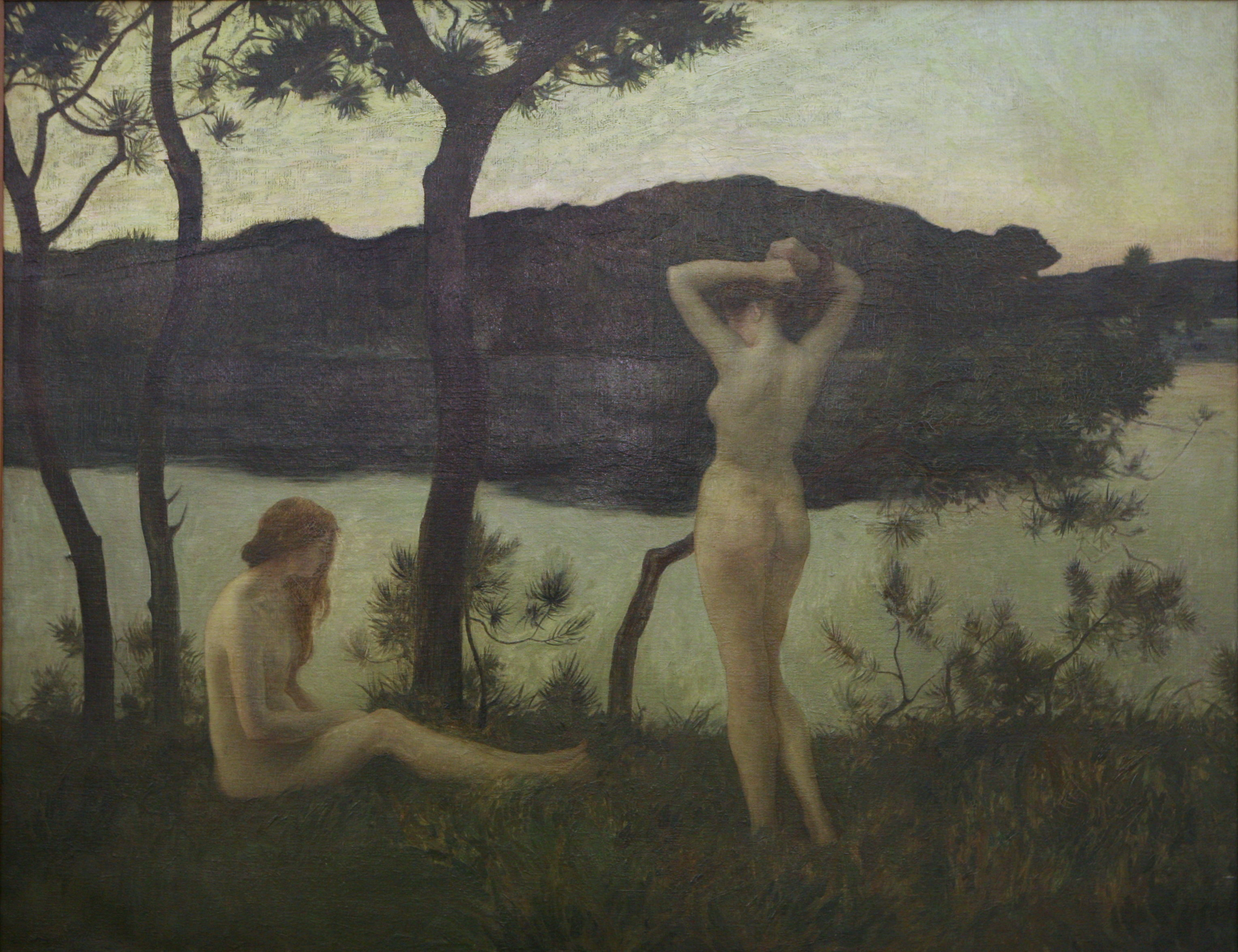
Naiadi sul la sponda di un lago

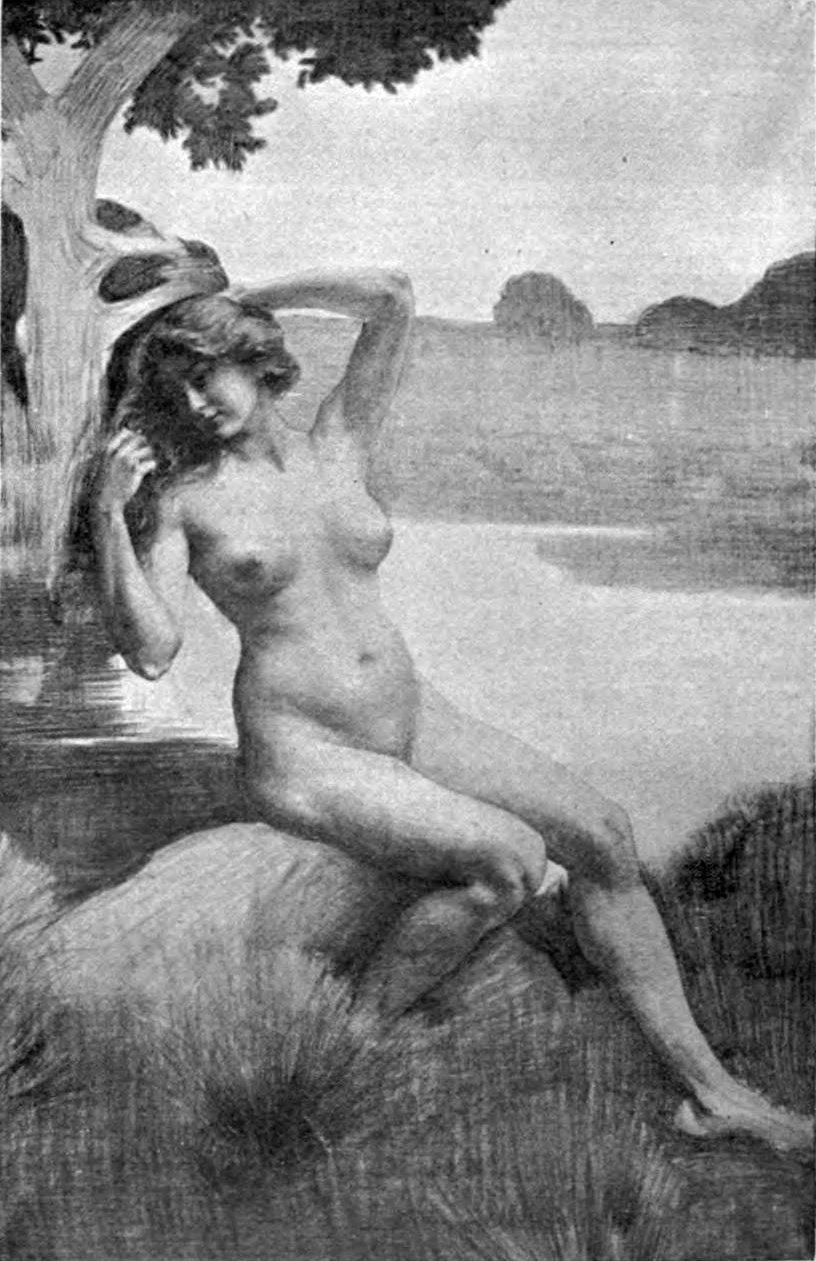
Studio per "Prima del bagno"

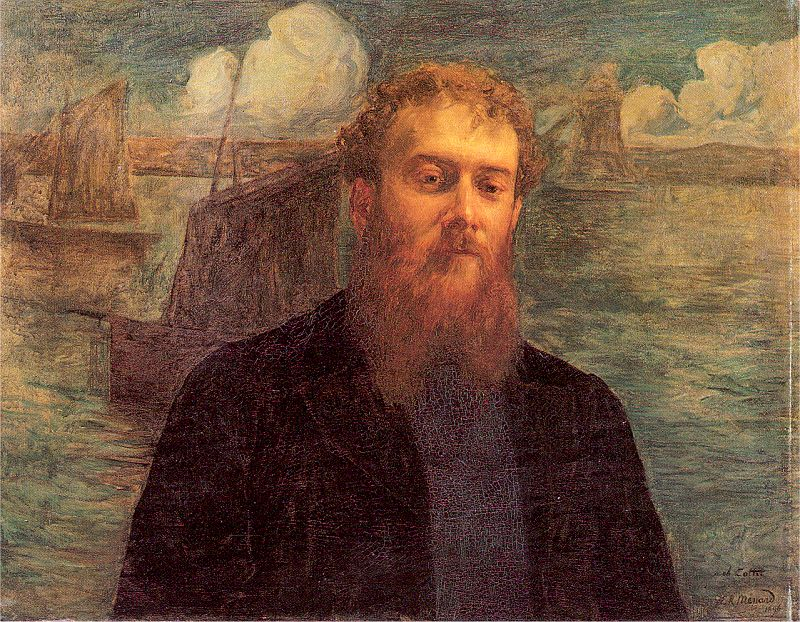
Ritratto di Charles Cottet

## Biografia
Nato in una famiglia parigina agiata e colta (suo padre Réné-Joseph era uno storico dell'arte ed editore della Gazette des Beaux-Arts, mentre suo zio Louis Ménard era un artista e studioso di mitologia), passò la sua infanzia a Barbizon, venendo in contatto con artisti come Corot, Millet e Théodore Rousseau, che spesso venivano a visitare suo padre. Quindi, fin dall'infanzia, René Ménard visse in un ambiente artistico e familiarizzò con la natura e il paesaggio, nonché con soggetti classici. Studiò arte all'École des Beaux-Arts, dove ebbe come maestri Bouguereau e Baudry, e, a partire dal 1880, all'Académie Julian dopo essere stato allievo di Paul Baudry, William Bouguereau e Henri Lehmann. Queste conoscenze ebbero un'indubbia influenza su di lui. Dal 1897 espose al Salon dei Dodici, assieme a Henri Martin e a Edmond Aman-Jean, fino al 1923 e fece inoltre parte della "Société Nationale des Beaux-Arts".
Negli anni novanta dell'Ottocento si accostò alla Secessione di Monaco e si affiliò a "La Libre Esthétique" di Bruxelles che rafforzarono la sua vocazione simbolista. Dai temi mitologici e biblici si diresse infatti su soggetti legati al mondo pastorale, ai paesaggi lirici, alle rovine. La sua passione per l'antichità lo portò in Grecia, in Sicilia, in Palestina, in Marocco e in Italia. Fu certamente influenzato da Puvis de Chavannes, dal quale ereditò il trattamento della luce tipico del tardo impressionismo. Nel 1900 fu nominato Cavaliere della Legion d'Onore e nel 1910 promosso Ufficiale. Morì a Parigi all'età di 68 anni e fu sepolto nel cimitero di Montparnasse.

## Opere esposte in collezioni pubbliche
In Belgio
- Anversa, Koninklijk Museum voor Schone Kunsten: À la tombée de la nuit, olio su tela;
- Bruxelles, Museo reale delle belle arti del Belgio : Portrait de la mère du peintre, olio su tela;
- Gand, Musée des beaux-arts de Gand: 
  - Le Printemps, olio su tela;
  - Au Crépuscule, olio su tela;
- Liegi, Musée des beaux-arts de Liège|musée des beaux-arts: Adam et Ève, olio su tela;

In Francia
- Beauvais, Musée départemental de l'Oise: Paysage à la meule, huile sur toile;
- Bordeaux, Musée des beaux-arts de Bordeaux :
  - L'Arc-en-ciel
  - La Lande de Sainte-Marguerite, 1920
- Nantes, Musée des beaux-arts de Nantes: Aigues-Mortes
- Parigi :
  - musée d'Orsay :
    - Rêve antique, 1909, dittico;
    - La Vie pastorale, 1909, dittico;
    - L'Âge d'or, 1908, dittico;
    - Orage sur les marais, o Les Marais en Bretagne, pastelli;
    - Le Jugement de Pâris, 1907, pastelli;
    - Bucolique, étude de décoration;
    - La Piazzetta;
    - Le Palais des Doges, 1912;
    - Le Troupeau, 1901;
    - Portrait de Charles Cottet, 1896;
    - Portrait de Louis Ménard, 1893;

  - Petit Palais: Les Dryades.
- Pau, Musée des beaux-arts de Pau|musée des beaux-arts:
  - Baigneuse sur la grève, 1921;
  - Paysage au ciel d'orage;
- Tolone, Musée d'art de Toulon:
  - Aigues-Mortes, olio su tela;
  - Paysage de Provence, Bormes-les-Mimosas, olio su tela;
  - Marais des Lecques, olio su tela.

In Russia
- Oblast' di Mosca, Manoir de Gorki-Léninskie.